# Mario Berti
Mario Berti (1881 – 1960) var en italiensk general i den Spanske borgerkrig og 2. verdenskrig.  Berti gik under øgenavnet "den snu morder".

## Spanske borgerkrig
Som general kommanderede Berti den 9. italienske infanteridivision "Pasubio", derpå 3. kavaleridivision "Amedeo Duca d'Aosta", inden han blev næstkommanderende for det frivillige korps Corpo di Truppe Volontarie under den Spanske borgerkrig i 1937.  Efterfølgende blev Berti chef for korpset i 1937-1938. Han var chef for det italienske 15. korps fra 1939-1940.  

## 2. Verdenskrig
I sommeren 1940 overtog Berti kommandoen over den italienske 10. armé, da dens tidligere chef Rodolfo Graziani erstattede Italo Balbo som generalguvernør i Libyen.  Berti havde kommandoen over 10. armé under Italiens invasion af Ægypten den 9. september 1940. Efter at være stoppet ved Sidi Barrani på grund af logistiske vanskeligheder placerede han sine fremskudte enheder i en række befæstede støttepunkter. Derpå begyndte han arbejdet på at forlænge Via Balbia ind i Ægypten. 
Forterne lå for langt fra hinanden til at kunne yde gensidig støtte. De store huller mellem dem blev kun dækket af motoriserede patruljer. 
En opbygning med henblik på en ny italiensk offensiv længere ind i Ægypten blev forsinket af  Italiens invasion af Grækenland. Offensiven i Ægypten blev udskudt til en forventet start i december. Inden da tog general Berti på sygeorlov, og Italo Gariboldo overtog midlertidigt hans post.
Den 8. december var Berti på orlov, da den britiske general Richard O'Connor indledte Operation Compass. Den 14. december kom Berti tilbage til Nordafrika.  De britiske styrker havde udnyttet hullerne mellem de italienske lejre, og i løbet af tre dage havde de løbet dem alle over ende og ødelagt hovedparten af det italienske forsvar. Den 11. december faldt Sidi Barrani, og den 16. december var italienerne smidt ud af Ægypten.
Den 23. december blev Berti erstattet af general Giuseppe Tellera som chef for 10. armé. Tellera døde i kamp ved Beda Fomm.

## Fodnoter
1. ↑  Macksey, p. 35

## Eksterne kilder
- The Generals of WWII: Mario Berti (engelsk)
- Den italienske hær i Ægypten under 2. verdenskrig (engelsk)